# Jerzy Wyrozumski
Jerzy Lesław Wyrozumski (né le 7 mars 1930 à Trembowla, dans la voïvodie de Tarnopol, actuellement  en Ukraine et mort le 2 novembre 2018) est un historien médiéviste polonais, professeur à l'université Jagellonne de Cracovie.

## Biographie
Après une scolarité secondaire au lycée Henryk-Sienkiewicz (d) de Koźle, Jerzy Wyrozumski fait des études d’histoire à l'université Jagellonne et obtient une maîtrise en 1955. Il obtient son doctorat en 1963 et son habilitation en 1968.
De 1971 à 1973, il enseigne l'histoire et la civilisation de la Pologne à l'université Lille-III (France).
En 1981, il devient professeur titulaire en sciences humaines à l'université Jagellonne où il reste jusqu'à sa retraite en 2000.
Son thème privilégié de recherche de recherche est l'histoire du Moyen Âge en Pologne, en particulier les questions économiques et sociales, le système politique et les mouvements religieux en Europe.
Il a notamment été doyen de la faculté d'histoire et de philosophie (1981-1987) et vice-recteur de l'université Jagellonne (1987-1990).
Jerzy Wyrozumski est de 1994 à 2015 secrétaire général de l'Académie polonaise des arts et sciences, président de la Société des amis de l'histoire et des monuments de Cracovie (Towarzystwo Miłośników Historii i Zabytków Krakowa), membre du conseil de la Caisse Józef Mianowski - Fondation pour la promotion de la science (Kasa im. Józefa Mianowskiego — Fundacja Popierania Nauki). Il a été membre de la Commission centrale pour les diplômes et titres universitaires (1990-2009). Il est membre du conseil d'orientation du Musée du Wawel et siège au jury du prix Jan-Długosz.
Il est également membre-fondateur et vice-président de l'association de la Bibliothèque polonaise de Paris et membre du conseil scientifique de la Société historique et littéraire polonaise de Paris.

## Distinctions et récompenses
Jerzy Wyrozumski est docteur honoris causa de plusieurs universités, notamment celles de Miszkolc et Pécs en Hongrie, celles de Rzeszów et Bydgoszcz.
Le 24 mai 1995, il a reçu la médaille d'argent Cracoviae Merenti .
Il est, entre autres, commandeur de l'ordre Polonia Restituta et décoré de l'ordre pontifical de Saint-Grégoire-le-Grand.
Le 9 novembre 2010, il a reçu le Prix de la Ville de Cracovie pour ses réalisations exceptionnelles dans le domaine des études médiévales, en particulier sur l'histoire médiévale de Cracovie dans le domaine des sciences et techniques.

## Publications
- Cracovia Mediaevalis (recueil d'articles), Avalon, Cracovie, 2010  (ISBN 978-83-60448-95-3)
- Dzieje Polski piastowskiej (VIII wiek – 1370 r.) – tom II serii Wielka Historia Polski
- Historia Polski do 1505
- Kazimierz Wielki
- Dzieje Krakowa, t. 1
- Dzieje Polski późnośredniowiecznej (1370–1506)
- Dzieje Polski średniowiecznej
- Kronika Krakowa
- Państwowa gospodarka solna w Polsce do schyłku XIV w.
- Tkactwo małopolskie w późnym średniowieczu
- Beginki i begardzi w Polsce
- Związki czeladnicze w Polsce średniowiecznej
- Horyzont polityczny Jana z Czarnkowa
- Legenda pruska o świętym Wojciechu

en français
- L'Académie polonaise des sciences et des lettres face à République populaire de Pologne, Bibliothèque polonaise de Paris, Colloque des 20-21 septembre 2004
- La société urbaine en Pologne au bas moyen âge
- L'université et la ville au moyen âge et autres questions du passé universitaire
- Les étudiants au moyen âge, Zeszyty Naukowe Uniwersytetu Jagiellońskiego, Prace Historyczne, 1991
- Les modèles personnels et le problème de l'individu en Pologne au XIVe et au XVe siècles, Seminaria Niedzickie, 1988

Liste complète : http://www.litdok.de/cgi-bin/litdok?lang=pl&t_multi=x&v_0=PER&q_0=Wyrozumski%2C+Jerzy

## Direction de thèses
- Annalistyka małopolska XIII–XV wieku. Kierunki rozwoju i treści ideowe, 2001, Wojciech Drelicharz
- Dzieje miasta Wieliczki (do połowy XVII wieku), 1993, Józef Piotrowicz
- Elita urzędnicza Małopolski w otoczeniu ostatnich koronowanych Piastów, 2003, Andrzej Marzec
- Kariery Piastów Śląskich na Węgrzech w XIV wieku, 1995, Stanisław Sroka
- Księstwa oświęcimskie i zatorskie wobec Korony Polskiej w latach 1438–1513. Dzieje polityczne, 1998, Krzysztof Prokop
- Kształtowanie się litewskiej rady wielkoksiążęcej w Wielkim Księstwie Litewskim w XV wieku, 1995, Lidia Korczak
- Osadnictwo Wizny i ziemi wiskiej do 1529 roku, 1997, Czesław Brodzicki
- Szkoły katedralne metropolii gnieźnieńskiej w średniowieczu na tle europejskim, 1992, Krzysztof Stopka
- Uposażenie krakowskiej kapituły katedralnej w średniowieczu, 1999, Marek Kowalski
- Wojciech Jastrzębiec (ok. 1362–1436). Duchowny i mąż stanu, 1995, Grażyna Lichończak-Nurek